# Egyek
Egyek es un pueblo grande en el condado de Hajdú-Bihar, en la región de la Gran Llanura del Norte en el este de Hungría. Aquí nació el atleta olímpico László Mucza.
Antes de la Segunda Guerra Mundial, existía una comunidad judía. En su apogeo, contaba con 123 judíos. La mayoría de ellos fueron asesinados por los nazis durante el Holocausto.

## Geografía
Tiene una superficie de 104,79 kilómetros cuadrados y tiene una población de 4 827 personas (2024).

## Relaciones internacionales

### Ciudades hermanadas
Egyek está hermanada con:
- Radzyń Podlaski, Polonia